# CSI: NY (videojuego)
CSI: NY en un videojuego basado en la serie de televisión de la CBS CSI: New York. Es la sexta entrega de los videojuegos CSI, incluyendo CSI: Miami.
Este juego, al igual que CSI: Crime Scene Investigation, CSI: Dark Motives y CSI: Miami, sigue un patrón definido de cinco casos, con el quinto caso atando los cuatro anteriores. Sin embargo, el juego ha tenido un cambio drástico en cuanto a la gráfica, optando por una estilizada mirada 2D de las escenas, en lugar de los gráficos 3D de las entregas anteriores de la franquicia. El juego permite tener el control de un CSI (Mac o Stella) y resolver casos, reuniendo pruebas y resolviendo puzles. También debes interrogar sospechosos, de forma similar a los videojuegos de Law and Order, con opciones de ramificación del diálogo, y, dependiendo del tono de voz o la línea de preguntas que realizas, el sospechoso se dispondrá a cooperar o no.
Este es el primero juego CSI de Legacy Interactive, que anteriormente tuvieron la experiencia de crear los videojuegos de Law and Order.
En abril de 2009, Ubisoft lanzó el último caso ("Derailed"). En este caso se requiere el parche 1.01 del juego (que se instalará si e PC tiene una conexión activa a internet). Mac Taylor se convierte en el principal sospechoso en el caso, debido a que se encontró ADN de él, en todo el cuerpo de la víctima.

## Los casos
Sid y Adam no trabajan directamente contigo, pero sí, te ayudan en todos los casos.

### Caso 1: Downward Spiral
Un hombre ha caído desde lo alto de un edificio de hotel. ¿Homicidio o suicidio? Bill Travers (sospechoso) mencionó que un tal "Flack" puede estar relacionado. Se trabaja con Mac en este caso.

### Caso 2: Just Desserts
Un infame crítico de comida es encontrado muerto en un restaurante. Trabajas con Stella.

### Caso 3: Off The Mark
Una mujer es encontrada muerta en un teatro usado para la magia, y otra en un sitio en construcción. ¿Trabajo de un asesino en serie? Trabajas con Danny y Sheldon en los casos.

### Caso 4: Hillridge Confidential
Trabajas con Lindsay en este caso.

### Caso 5: Derailed
Trabajas con Jessica Angell en el caso en que Mac es sospechoso.
este videojuego hace de que puedas tener tu mente en funciòn 